# Русские Дубровки
Русские Дубровки — село в Атяшевском районе Республики Мордовия. Входит в состав Большеманадышского сельского поселения.

## География
Расположено в 16 км от районного центра и в 5 км от железнодорожной станции Мачкасы.

## Этимология
Название происходит от русского слова дубрава. В актовых документах значится с конца XVII в. как Дубровка, с 1928 года — Русские Дубровки.

## История
Деревня основана на покинутой земле мордовского села Кулясово, под Каменным городищем Верхосурского стана Алатырского уезда. На этом месте осели бывшие крепостные крестьяне князей С. Долгорукого и А. Шеховского, беглые из 7 монастырей, в том числе из Киево-Печерского, Троице-Сергиева и др. Всего, согласно справке уездной канцелярии, собралось 405 чел. По данным Генерального межевания 1785 г., в Дубровке (Козьмодемьянское) Саранского уезда были поместья Сабурова, Чачина, Теплова, жили крестьяне Экономического ведомства; в 1896 году была построена церковь. В «Списках населённых мест Симбирской губернии» (1859) Дубровка — село владельческое из 157 дворов. В деревне имелись 2 водяные и 12 ветряных мельниц (владельцы Рожковы), 2 просорушки, 3 маслобойки (Тактаевы, Сидневы), 2 шерсточесалки; деревенская церковь Косьмы и Дамиана (1897), памятник воспроизведения в дереве каменной архитектуры русско-византийского стиля 2-й половины 19 в. Крестьяне освоили производство кирпича для своих нужд. В начале 1930-х гг. были организованы колхозы «Объединённый труд», им. Шмидта, им. Пушкина, с 1956 г. — объединённое хозяйство, с 1997 г. — СХПК «Заря». В современном селе — средняя школа, библиотека, Дом культуры, медпункт, отделение связи. Возле села — курган. Русские Дубровки — родина самодеятельной художницы В. И. Денисовой.

## Население
| 2002 | 2010 | 2012 | 2013 | 2014 |
| ---- | ---- | ---- | ---- | ---- |
| 300  | ↘264 | ↘253 | ↘245 | ↘234 |

Национальный состав
Согласно результатам Всероссийской переписи населения 2002 года, в национальной структуре населения русские составляли 73 %, мордва-эрзя — 26 %.

## Источник
- Энциклопедия Мордовия, И. С. Марискин, О. И. Марискин.